# Acanthurus tennentii
Acanthurus tennentii és una espècie de peix pertanyent a la família dels acantúrids.

## Descripció
- Pot arribar a fer 31 cm de llargària màxima (normalment, en fa 25).
- 9 espines i 23-24 radis tous a l'aleta dorsal i 3 espines i 22-23 radis tous a l'anal.
- És de color marró.
- L'aleta caudal presenta una vora de color blanc.[3][4]

## Alimentació
Menja algues bentòniques.

## Hàbitat
És un peix marí, associat als esculls i de clima tropical (24 °C-28 °C) que viu entre 1 i 25 m de fondària (normalment, entre 3 i 25).

## Distribució geogràfica
Es troba a l'Índic: des de l'Àfrica oriental fins a Sri Lanka i el sud d'Indonèsia.

## Observacions
N'hi ha informes d'enverinament per ciguatera.